# Dörflingen
Dörflingen je obec v kantonu Schaffhausen v německy mluvící části Švýcarska. Žije zde přibližně 1 000 obyvatel.

## Geografie
Dörflingen se nachází v oblasti Reiat, asi 6 kilometrů severovýchodně až východně od města Schaffhausen. Obec sousedí na dvou protilehlých stranách s německým územím. Tvoří asi 700 až 2000 metrů široký pruh, který odděluje Büsingen am Hochrhein od zbytku německého území a činí z něj exklávu. Centrum Dörflingenu je zapsáno v seznamu švýcarských památek hodných ochrany, a je tedy památkovým souborem.

## Historie

Letecký pohled (1953)

Po vymření hraběcí dynastie v roce 1264 připadla obec jako součást kyburského panství Habsburkům, jejichž lénem se stali Truchsessové z Diessenhofenu. V roce 1377 byl Dörflingen zastaven Hohenlandenbergům a v roce 1434 městu Curych. Pod patronátem Curychu byl součástí panství Andelfingen. V roce 1770 získal Curych vrchnostenský dvůr nad Dörflingenem a Ramsenem jako léno od lantkrabství Nellenburg (od roku 1465 patřilo k Předním Rakousům). Jako držitel nižší soudní pravomoci zavedl Curych v roce 1535 reformaci, která vedla k církevnímu oddělení od mateřské farnosti Gailingen, která sama byla od roku 1400 začleněna do kláštera Allerheiligen. V roce 1651 byl Dörflingen povýšen na samostatnou farnost, o kterou však bylo pečováno ze Schaffhausenu nebo Diessenhofenu. Patronátní právo vykonávaly střídavě Curych a Allerheiligen. Současný kostel byl postaven v roce 1689 a fara v letech 1842–1844.
Spolu s městečkem Stein am Rhein a obcemi Ramsen a Hemishofen byl Dörflingen v roce 1798 během Helvétské republiky proti vůli obyvatelstva připojen ke kantonu Schaffhausen. Dörflingen byl vyměněn za Ellikon am Rhein. Od roku 1920 jezdí do obce poštovní autobus ze Schaffhausenu. Zemědělská obec, která kdysi disponovala významnou ornou půdou a vinicemi (25 ha vinic v roce 1875), provedla v letech 1942–1945 scelování statků, ale od poloviny 20. století se stále více se vyvíjí v rezidenční obec.

## Obyvatelstvo
| Vývoj počtu obyvatel | Vývoj počtu obyvatel | Vývoj počtu obyvatel | Vývoj počtu obyvatel | Vývoj počtu obyvatel | Vývoj počtu obyvatel | Vývoj počtu obyvatel | Vývoj počtu obyvatel | Vývoj počtu obyvatel | Vývoj počtu obyvatel | Vývoj počtu obyvatel | Vývoj počtu obyvatel | Vývoj počtu obyvatel | Vývoj počtu obyvatel | Vývoj počtu obyvatel |
| -------------------- | -------------------- | -------------------- | -------------------- | -------------------- | -------------------- | -------------------- | -------------------- | -------------------- | -------------------- | -------------------- | -------------------- | -------------------- | -------------------- | -------------------- |
| Rok                  | 1689                 | 1850                 | 1860                 | 1880                 | 1900                 | 1910                 | 1930                 | 1950                 | 1970                 | 1980                 | 1990                 | 2000                 | 2010                 |                      |
| Počet obyvatel       | 396                  | 560                  | 554                  | 513                  | 426                  | 427                  | 418                  | 458                  | 469                  | 492                  | 582                  | 785                  | 857                  |                      |

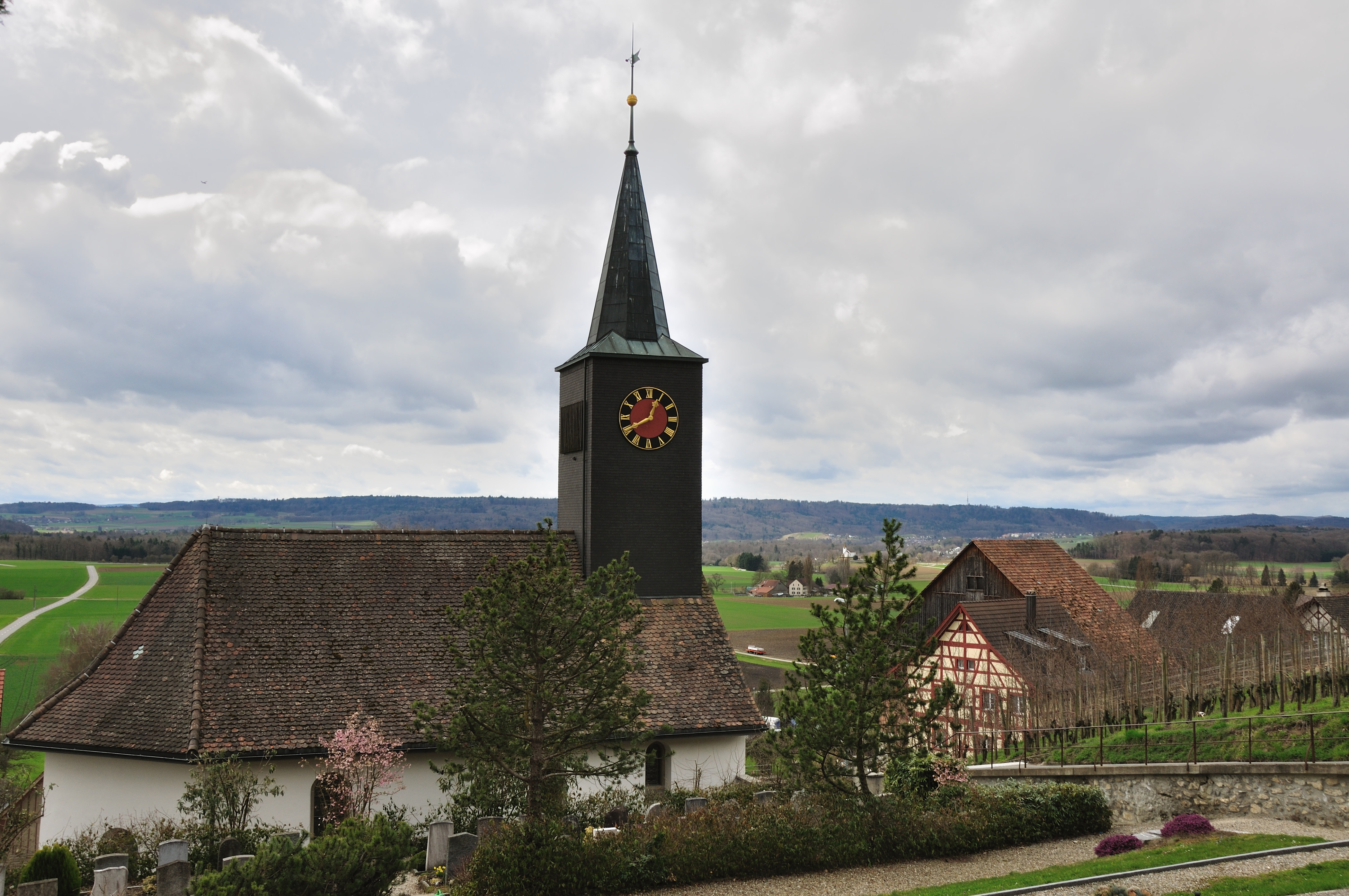
Kostel

Většina obyvatel (k roku 2000) hovoří německy (96,6 %), druhá nejčastější je italština (1,4 %) a třetí srbochorvatština (0,8 %). V roce 2008 tvořili cizinci celkem 11,6 % obyvatelstva.

## Hospodářství
Dörflingen je tradičně zemědělská obec, kde dříve převládalo zemědělství a vinařství. V roce 1875 zaujímaly vinice 25 hektarů obecní plochy. V posledních desetiletích se obec stále více rozvíjí jako obytná obec; v roce 2000 poskytoval primární sektor stále ještě necelou čtvrtinu pracovních míst v obci, více než dvě třetiny obyvatel dojížděly za prací. V roce 2005 bylo v obci stále aktivních 24 aktivních zemědělských podniků.